# Moriz Rosenthal
Pour les articles homonymes, voir Rosenthal.
Moriz Rosenthal (17 décembre 1862, Lemberg - 3 septembre 1946, New York) est un pianiste polonais originaire du royaume de Galicie et de Lodomérie, province de l'Autriche-Hongrie. Élève de Franz Liszt.